# Giovanni Maria Emilio Castellani
Giovanni Maria Emilio Castellani OFM (ur. 13 kwietnia 1888, zm. 30 sierpnia 1953) – włoski duchowny katolicki, arcybiskup, nuncjusz apostolski Gwatemali i Salwadoru 1945-1951.

## Życiorys
Święcenia kapłańskie otrzymał 4 września 1910.
5 stycznia 1929 papież Pius XI mianował go arcybiskupem Rodos. 2 kwietnia 1929 z rąk kardynała Bonaventury Cerrettiego przyjął sakrę biskupią. 25 marca 1937 mianowany nuncjuszem apostolskim ze stolicą tytularną Perge oraz wikariuszem apostolskim Addis Abeba. 18 grudnia 1945 został nuncjuszem apostolskim Gwatemali i Salwadoru. 23 sierpnia 1951 oddelegowany do Sekretariatu Stanu Stolicy Apostolskiej.
Zmarł 30 sierpnia 1953. 